# Чёрное наречие
Чёрное наре́чие (англ. Black Speech) — искусственный язык, разработанный Дж. Р. Р. Толкином. В легендариуме представляет собой искусственный язык, созданный Сауроном для своих слуг и заменивший многочисленные диалекты орков. Толкин упоминал о двух формах языка: древней, используемой самим Сауроном, назгулами и олог-хай, и более упрощённой, на которой говорили в армии Барад-Дура в конце Третьей Эпохи.
Типологически относится к агглютинативным языкам.

## Примеры

### Надпись на Кольце Всевластья
Единственный текст на «чистом» Чёрном наречии — это надпись на Кольце Всевластья. Она написана эльфийским письмом тенгвар с завитушками:

Ash nazg durbatulûk, ash nazg gimbatul,

ash nazg thrakatulûk agh burzum-ishi krimpatul.

(Произношениео файле)
Что в переводе на английский язык означает:
One Ring to rule them all,

One Ring to find them,

One Ring to bring them all and in the darkness bind them.
Это переводится так:
Одно Кольцо, чтоб править всеми,

Одно Кольцо, чтоб всех найти,

Одно Кольцо, чтоб собрать всех в тени

И заковать их всех во Тьме
или
Чтобы всех отыскать, воедино созвать

И единою черною волей сковать

В Мордоре, где вековечная тьма.
Двустишие взято из Стиха о Кольцах власти, описывающего Кольца власти. Это соответствует следующей таблице, как объясняет Толкин.
| Чёрное наречие | Значения (по Толкину)                                                                                          |
| -------------- | --- |
| ash            | один, одна, одно                                                                                               |
| nazg           | кольцо (на палец)                                                                                              |
| durb-          | сдерживать, заставлять, доминировать                                                                           |
| -at            | окончание глагола, как причастие                                                                               |
| -ulûk          | глагольное окончание, выражающее дополнение 3-го лица множественного числа «их» (ul) в полной форме «их-всех». |
| gimb-          | искать, открывать                                                                                              |
| -ul            | их |
| thrak-         | приносить силой, тащить                                                                                        |
| agh            | и |
| burzum         | тьма |
| ishi           | в, внутри (обычно ставится после существительного в Чёрном наречии).                                           |
| krimp-         | связывать, завязывать                                                                                          |

### Другие примеры
- Проклятие одного из мордорских орков в адрес Углука: Uglúk u bagronk sha pushdug Saruman-glob búbhosh skai!
- Lugbúrz — Тёмная башня, то есть Барад-дур.
- uruk — орк
- snaga — раб
- ghash — огонь
- Nazgûl — из nazg (кольцо) и gûl (призрак)
- olog — тролль
- glob — грязь
- tark — дунадан
- -hai — народ (суффикс множественного числа)

Отдельные слова, заимствованные из Чёрного наречия, прослеживаются в именах и речи орков.

## Использование
На Чёрном наречии написаны некоторые песни группы Summoning и все песни группы Za Frûmi, посвящённые Средиземью.
Существует блэк-метал проект Burzum музыканта и писателя из Норвегии Варга Викернеса, название которого переводится с чёрного наречия как Тьма.
При этом, сам Викернес утверждал, что Burzum — это «тьма во множественном числе». В русском языке такого слова нет, но наиболее близко по смыслу будет «темени».